# Mug (película)
Mug (en polaco: Twarz) es una película dramática estrenada en 2018 y dirigida por Małgorzata Szumowska. Fue seleccionada para competir por el Oso de Oro en la competición oficial de la 68.ª edición del Festival Internacional de Cine de Berlín. La película fue galardonada con Premio del Gran Jurado en dicho festival.

## Sinopsis
Jacek, un joven polaco, es el protagonista de la cinta. Tiene unos 25 años y es el menor de tres hermanos. Las dos mayores están casadas y tienen hijos. Él está soltero, pero tiene novia, una chica delgada y rubia amante de las fiestas y de la música moderna. Jacek trabaja en la construcción y es un apasionado de la música heavy. La familia vive en la misma casa, comparten techo los abuelos, los tres hijos y sus parejas y los tres nietos. Un día, Jacek le pide la mano a su prometida. Pero a las pocas horas, va a sufrir un accidente laboral. Las heridas son tan graves que necesitará de una profunda reconstrucción de su rostro. Lo que había sido su vida hasta ese momento cambiará para siempre.

## Reparto
- Mateusz Kościukiewicz
- Agnieszka Podsiadlik
- Malgorzata Gorol
- Romano Gancarczyk